# حدود النمو الحضري
حدود النمو العمراني أو حدود النمو الحضري (بالإنجليزية: Urban growth boundary)‏ الذي يُعرف اختصاراً بـ UGB، هي حدود إقليمية يتم ترسيمها حول المدينة التي يحظر التعمير خارجها. في محاولة للسيطرة على الازدهار الحضري ومصممة لإبطاء أو منع الزحف العمراني. وقد تم تصميم حدود النمو الحضري لاستيعاب النمو لفترة محددة من الزمن كما تستخدم لتوجيه تطوير البنية التحتية. مما يفرض استخدام المنطقة داخل الحدود من أجل التنمية الحضرية والحفاظ على المنطقة الخارجية في حالتها الطبيعية أو استخدامها للزراعة. وتشكل التشريعات المتعلقة بـ «حدود النمو العمراني» إحدى الطرق، من بين أمور أخرى كثيرة، لإدارة التحديات الكبرى التي يطرحها النمو الحضري غير المخطط له وتجاوز المدن على الأراضي الزراعية والريفية. تعتبر بورتلاند، أوريغون المثال الأكثر شيوعاً لتقديم حدود النمو الحضري.